# El fin de la eternidad (película)
El fin de la eternidad (en ruso: Конец Вечности, romanizado: Konets Vechnosti) es una película de ciencia ficción soviética de 1987 dirigida por Andrei Yermash basada en la novela homónima de 1955 de Isaac Asimov.

## Argumento
La película cuenta las actividades de una organización secreta llamada Eternidad que existe fuera del tiempo y controla todo en la Tierra. Los representantes de la Eternidad pueden entrar en cualquier siglo de la historia de la Tierra, empezando por el 27, el siglo en que apareció la Eternidad, con la ayuda de las Cápsulas del Tiempo que se mueven en los interminables zócalos del tiempo, y cambiar el curso de los acontecimientos como ellos mismos consideran necesario: erradicando guerras, costumbres, nuevas armas, viajes espaciales. La Eternidad recluta a sus nuevos miembros entre la población de "gente del tiempo" normal, tomándolos en la infancia. Se les prohíbe mantener cualquier conexión con su hogar, con su Siglo natal. Tras el entrenamiento, se convierten en Eternos - Observadores, Ordenadores, Sociólogos, Técnicos ... Así llega a la Eternidad Andrew Harlan, que tras su formación trabajó como Observador en el siglo 48. El joven y talentoso Observador es llevado por el presidente del Consejo del Tiempo Ordenador Superior Laban Twisel a su casa y lo convierte en su Técnico personal - un hombre que elige la manera de cambiar la realidad que los Ordenadores todopoderosos han decidido cambiar. Le va a confiar a Andrew un encargo de gran responsabilidad, durante el cual Harlan deberá formar a un estudiante llamado Cooper con conocimientos de la Historia Primitiva (es decir, la historia de la Tierra antes de la Eternidad), que a Harlan le fascina desde la infancia.
Por error, el técnico Harlan introduce a Cooper en el dispositivo de la Cápsula del Tiempo, que está estrictamente prohibido, por lo que recibe el castigo de ser nombrado Observador en el sector Eternidad del siglo 482, donde su némesis, el Ordenador Finge, está al mando. Allí conoce a una chica normal y corriente del siglo 482, Noÿs Lambent, que trabaja temporalmente para Finge como secretaria (esto es extremadamente sorprendente para Harlan, ya que en Eternidad no hay mujeres). El amor de Eterno y Mortal viola todos los planes del Ordenador Twissell, que planeaba cerrar el círculo del Tiempo - enviar al alumno de Cooper al siglo XXIV, donde debería, bajo el nombre del gran científico Vikkor Mullanson (a quien la Eternidad consideraba su fundador) abrir el campo temporal y crear los primeros dispositivos que permiten viajar en el Tiempo que creará la Eternidad en el siglo XXVII. Este plan maduró en Twissell debido a que encontró en los archivos de la Eternidad las llamadas "memorias de Mullanson", donde describe su formación en la Eternidad y su envío a la realidad del siglo XXIV, y menciona los nombres de Twissel y Harlan.
Cuando el ordenador Finge decide cambiar la realidad del siglo 48, de donde proviene Noÿs, Harlan pide al conocido Sociólogo Voy que calcule si ella está en una nueva realidad. Al enterarse de que no está allí, esconde a Noÿs en los Siglos Ocultos, ubicados después del 100000, desde donde no hay forma de salir de los sectores de la Eternidad hacia la Realidad. Cuando se produce el cambio, Harlan no puede llegar hasta su amada - La cápsula del tiempo se detiene en el siglo 100000.
A partir de entonces, Andrew Harlan, Eterno hasta los huesos, se convierte en un enemigo irreconciliable de la Eternidad y está dispuesto a hacer cualquier cosa para devolverle a su amada, incluso destruir la propia Eternidad.

## Reparto
| Actor                | Personaje                                               |
| -------------------- | ------------------------------------------------------- |
| Oleg Vavilov         | Andrew Harlan                                           |
| Gediminas Girdvainis | Cooper                                                  |
| Georgiy Zhzhonov     | Calculador sénior Laban Twissell                        |
| Vera Sotnikova       | Noÿs Lambent                                            |
| Boris Ivanov         | Calculadora Sennor                                      |
| Boris Klyuyev        | Sociólogo Voy                                           |
| Mikk Mikiver         | Mentor (Rector de la Escuela de la Eternidad) Milenrama |
| Sergei Yursky        | Computadora Hobbe Finge                                 |
| Vladimir Fyodorov    | enano                                                   |

## Producción
El rodaje de una de las escenas (el lugar al que llega Harlan en el siglo XX) tuvo lugar en el mismo lugar donde se rodó la película de 1979 Stalker: en Estonia , a 25 kilómetros de Tallin, en el río Jägala en el área de un central eléctrica destruida.